# Graniczna (dopływ Skotawy)
Graniczna (niem. Grenzbach lub Grenz Bach) – struga w Polsce, w województwie pomorskim, w powiecie słupskim, w gminie Dębnica Kaszubska, na Wysoczyźnie Polanowskiej, w otulinie Parku Krajobrazowego „Dolina Słupi”, o długości 10,7 km, będąca prawostronnym dopływem Skotawy. W latach 2008–2009 stwierdzono w nim obecność  pstrąga potokowego, szczupaka pospolitego, okonia pospolitego i ciernika.
Polska nazwa Graniczna została nadana 1 października 1948 zgodnie z Rozporządzeniem Ministrów Administracji Publicznej i Ziem Odzyskanych z dnia 1 października 1948 r. o przywróceniu i ustaleniu urzędowych nazw miejscowości, zastępując niemieckie Grenzbach lub Grenz Bach.

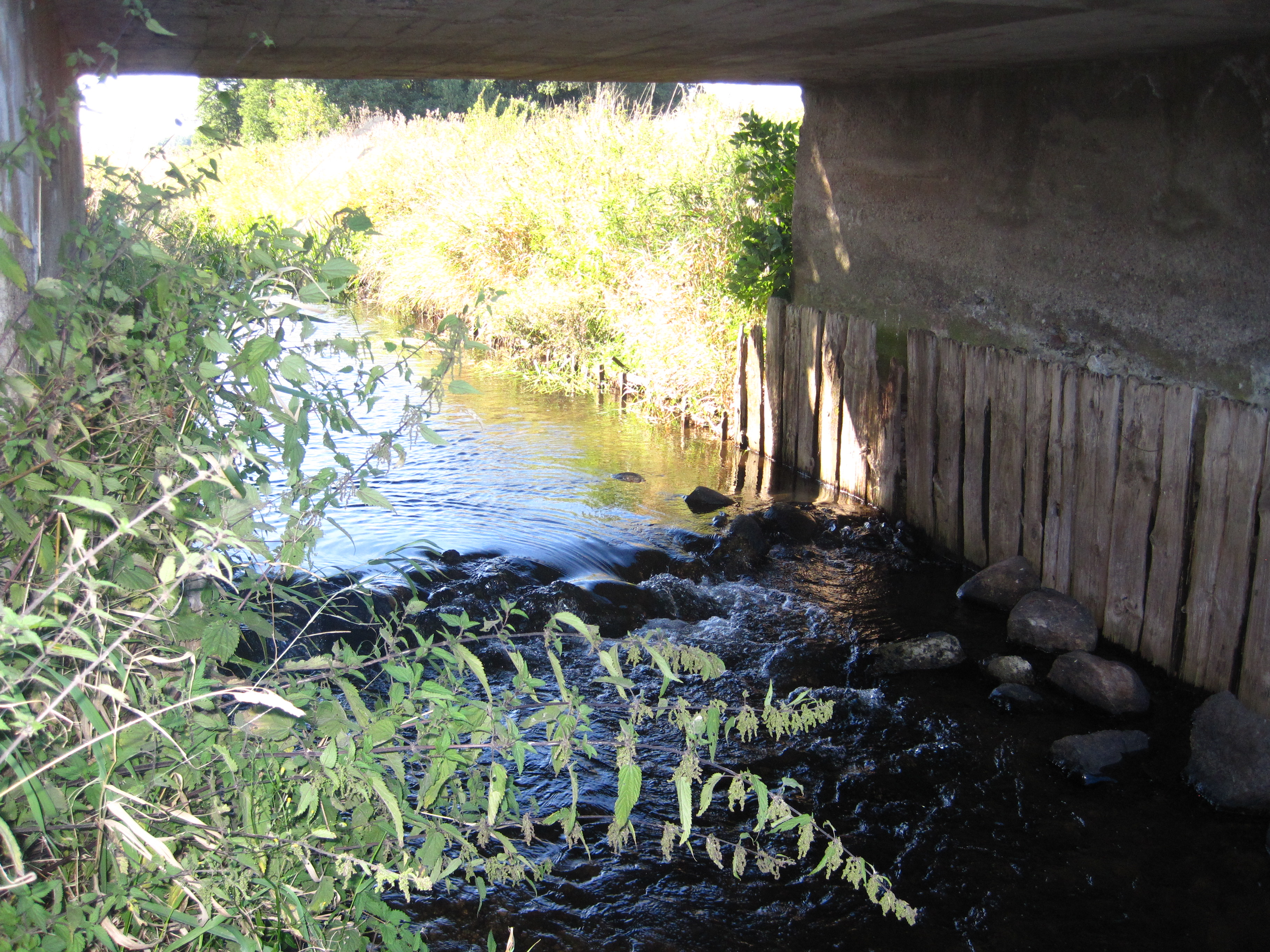
Graniczna w Żarkowie

## Położenie
Struga przepływa przez obszar gminy Dębnica Kaszubska. Początek bierze ok. 1 km na północ od północnych zabudowań wsi Borzęcino, na wysokości ok. 78 m n.p.m. Zgodnie z ewidencją gruntów i budynków odcinek źródłowy położony jest w obrębie ewidencyjnym Brzeziniec, dalej na znacznej swej długości stanowi granicę pomiędzy obrębami: Brzeziniec i Łabiszewo, Łabiszewo i Dobieszewo, Dobieszewo i Podole Małe, Podole Małe i Żarkowo, Żarkowo i Dobra, Dobra i Dębnica Kaszubska Leśnictwo oraz Dębnica Kaszubska Leśnictwo i Gogolewo. Uchodzi prawobrzeżnie do Skotawy, ok. 2 km na południowy wschód od zabudowań Żarkowa, na wysokości 61,2 m n.p.m.
W podziale kraju na regiony fizycznogeograficzne ciek jest położony na obszarze mezoregionu Wysoczyzna Polanowska, będącego częścią makroregionu Pojezierze Zachodniopomorskie. Mezoregion ten zaliczany jest do typu wysoczyzn młodoglacjalnych w większości o charakterze gliniastym, falistym lub płaskim.
Leży w granicach otuliny Parku Krajobrazowego „Dolina Słupi”.

## Hydrologia
Struga ma długość ok. 10,7 km. W środkowym biegu ma ok. 1,5 m szerokości i średnią głębokość 0,3 m. W podziale na jednolite części wód powierzchniowych zlewnia cieku wchodzi w skład większej jednostki o nr RW20002347266.

## Ichtiofauna
W strudze w latach 2008-2009 stwierdzono występowanie pstrąga potokowego (Salmo trutta m. fario), szczupaka pospolitego (Esox lucius), okonia pospolitego (Perca fluviatis) i ciernika (Gasterosteus aculeatus), którego populacja znacząco się zmniejszyła od 1998. W latach 1998–1999 wyłowiono 96 ryb tego gatunku, natomiast w latach 2008-2009 już tylko 15. Wzrosła jednak liczba odłowionych pstrągów potokowych – z 3 do 11. Zupełnie zniknął cierniczek północny (Pungitius pungitius), którego w latach 2003-2004 zaobserwowano 12 sztuk. Struga objęta jest bezwzględnym zakazem wędkowania. W okresie od 1 października do 31 grudnia stanowi obręb ochronny.

## Gospodarka
Graniczna poprzez rów melioracyjny jest odbiornikiem oczyszczonych ścieków z oczyszczalni w Borzęcinie, wykorzystującej mechaniczno-biologiczny sposób usuwania nieczystości. Woda spływająca do cieku w 2008 charakteryzowała się chemicznym zapotrzebowaniem tlenu rzędu 56,0 mg/l oraz pięciodobowym biochemicznym zapotrzebowaniem tlenu wynoszącym 29,5 mg/l. Zawiesina ogólna stanowiła 33,0 mg/l.
Ciek wymieniony jest w Rozporządzeniu Rady Ministrów z dnia 17 grudnia 2002 r. w sprawie śródlądowych wód powierzchniowych lub części stanowiących własność publiczną jako istotny dla regulacji stosunków wodnych na potrzeby rolnictwa.
Dolina strugi, obok doliny Skotawy, jest miejscem najszybszego rozprzestrzeniania się torfów w gminie Dębnica Kaszubska. Wzdłuż cieku położone są łąki wilgotne, stanowiące jeden z największych tego typu zbiorowisk roślinnych na obszarze gminy.